# 库尔干
库尔干是指塔什库尔干塔吉克自治县（简称塔县），位于新疆维吾尔自治区西南部，帕米尔高原的东南部。塔县地处帕米尔高原东麓，总面积2.5万平方公里，与巴基斯坦、阿富汗、塔吉克斯坦三国接壤，边境线长近800公里。塔县平均海拔4000米以上，境内雪峰连绵，沟壑纵横，具有“一县邻三国”的独特区位优势‌。
塔县历史悠久，是古丝绸之路的南道主口，汉代为西域蒲犁国地，北魏至唐为喝盘陀国，唐为疏勒镇下的葱岭守捉。塔县成立于1954年，是全国唯一的塔吉克民族自治县和人口较少民族自治县，辖12个乡镇，由塔吉克、维吾尔、汉、柯尔克孜等多个民族组成，其中塔吉克族占80.9%‌。
塔县旅游资源丰富，境内有国家级、自治区级、地区级非物质文化遗产36项，不可移动文物485处，国家级旅游资源25处。主要景点包括昆仑山、喀喇昆仑山、兴都库什山、萨雷阔勒岭等自然景观。塔县还拥有丰富的能源资源，包括可利用的地表水资源、地热资源和光能资源‌。
此外，塔县在经济发展中也扮演着重要角色。它是中巴经济走廊的核心区，拥有红其拉甫口岸，是中国与巴基斯坦唯一的陆路通道。近年来，随着旅游业的兴起和基础设施的完善，塔县逐渐成为旅游热点，吸引了大量国内外游客和商人‌。